# باب مورن (مجموعه پویانمایی)
باب مورن (به انگلیسی: Bob Morane) مجموعه‌ای پویانمایی است که براساس ابرجاسوس بلژیکی باب مورن ساخته شده است. کلود لندری فیلم‌نامه‌نویس این نمایش می‌باشد.

## شخصیت‌ها
- باب مورن: شخصیت اصلی داستان است، او یک جاسوس/خبرنگار فرانسوی است که در استفاده از سلاح و سبک‌های مختلف هنرهای رزمی تسلط دارد.[۵]
- بیل بالانتین: مردی با موهای قرمز و هیکلی عظیم‌الجثه، او دوست خستگی‌ناپذیر باب مورن است، صاحب هیکل تنومند و قدرت بدنی بالایی است. در ماه آپریل بدنیا آمده و دارای قد دومتری و در شروع داستان او ۳۴ ساله است. او کف دستی به اندازه چرخ دستی دارد و مشت او اندازه سر یک بچه است او وطن‌پرست و تاحدودی خرافاتی است.[۶][۷]
- L'Ombre Jaune: او دشمن قسم خورده باب مورن است؛ و در داستان به Mr.Ming معروف شده‌است. او از نوادگان خاندان مینگ است. بسیار ثروتمند بوده و رئیس یک سازمان جاسوسی است.[۸]
- سوفیا پارامونت: یک خبرنگار انگلیسی که در London Chronicle کار می‌کند و دوست و همراه باب مورن در مبارزه با نیروهای اهریمنی است.[۹]

## بازیگران
- امانوئل جاکومی در نقش باب مورن
- مارک آلفوس در نقش بیل بالانتین
- فردریک تیرمونت در نقش سوفیا پارامونت
- ایو بارساک در نقش پروفسور کلرمبارت
- پاتریک آزموند در نقش پروفسور ژاتان
- فرانسیس لاکس در نقش سایمون لوسه
- هروه بلون در نقش استاگارت